# دون والش
دون والش (بالإنجليزية: Don Walsh)‏ هو ضابط وعالم محيطات أمريكي، ولد في 2 نوفمبر 1931 في بيركيلي في الولايات المتحدة.

## وصلات خارجية
- دون والش على موقع IMDb (الإنجليزية)